# اسکیدیتا
اسکیدیتا (انگلیسی: SKIDATA) شرکت الکترونیک اتریشی است، که در سال ۱۹۷۷ تأسیس شد.